# Quito (alfarero)
Quito (en griego antiguo: Κιττός) fue un alfarero griego que trabajó en Atenas y Éfeso en el siglo IV a. C.
La firma de Quito se encuentra en una ánfora panatenaica encontrada en Tocra en Cirenaica. En el frente, como en todas las ánforas panatenaicas, se muestra entre dos columnas y encima de ellas Triptólemo; en el dorso se representa una escena de pancracio. Junto a los dos atletas hay un árbitro a la izquierda y otro a la derecha que están listos para luchar contra el ganador, un efedro. Por razones estilísticas John Beazley asignó el vaso al grupo de Quito de ánforas panatenaicas, una de las cuales lleva el nombre del arconte Policelo (367/366 a. C.). Dado que el nombre del arconte, que es en realidad absolutamente necesario, es sustituido por la firma del alfarero en el vaso firmado por Quito, es probablemente el ejemplar para obtener el pedido oficial de las ánforas de panatenaicas.
Se ha especulado con que Quito sea el alfarero homónimo, que se menciona junto con su hermano Baquio como procedente de Atenas en una inscripción de derechos civiles que se encuentra en Éfeso del año 320 a. C. Los hermanos, hijos de un alfarero llamado Baquio, emigraron de Atenas a Éfeso. Según una inscripción, hicieron «cerámica negra» y una hidria para la diosa Artemisa por orden de la polis (ciudad). Es posible que también fueran responsables de la producción de las ánforas panatenaicas hechas en arcilla local.